# Збірна Уельсу з регбі
Збірна Уельсу з регбі — спортивна команда, яка представляє Уельс на змаганнях з регбі за правилами Регбійного союзу. Міжнародна спілка регбі (IRB) розглядає Уельс як регбійну країну першого рівня (Tier One). У рейтингу IRB станом на 9 травня 2011 року збірна Уельсу посідала сьоме місце.
Головним щорічним турніром, у якому бере участь збірна Уельсу, є Турнір шести націй. Вона вигравала цей турнір і його попередники 26 разів, стільки ж як збірна Англії. Збірна Уельсу щочотири роки виступає також у Кубку світу з регбі. Найвищим її досягненням у цьому турнірі було третє місце 1987 року.